# Oscar Späthe
Oscar Späthe (grafiat și Spaethe) (n. 1875, București, România – d. 23 noiembrie 1944, Buzău, România) a fost un sculptor român, membru fondator al societății Tinerimea artistică. 
A studiat la Academia de arte frumoase din München, unde a debutat, în 1898, cu „Faun dansând”. Autor a numeroase portrete (printre care cel al lui Ștefan Luchian și al lui Alexandru Vlahuță), al câtorva monumente („Costache Negri”, la Galați, și „Mihai Viteazul”, la Călugăreni) și al mai multor sculpturi cu caracter alegoric și mitologic („Bacantă”, „Satir”, etc.). De formație și concepție academistă, arta sa se remarcă prin corectitudinea meșteșugului.
Oscar Spaethe a convins-o pe principesa Maria să accepte patronajul societății Tinerimea artistică, fiind cucerit, la rîndul său, de interesul prințesei pentru arta idealistă și mistică. De altfel, cîteva dintre operele sale cele mai reușite i-au fost comandate sau achiziționate de prințesă: Sfîntul Ioan Botezătorul, Sfîntă bizantină, Fiat lux, Florentina și bustul Prințesei Elisabeta.
În 1932, prin scrisoarea înregistrată la Primărie la nr. 22777 din 25 octombrie, sculptorul Oscar Spaethe ofertează, la inițiativa primarului din Galați, Christache Teodoru, o machetă la scara 1/10 pentru un monument dedicat lui Alexandru Ioan Cuza. Monumentul se compunea „din figura în picioare a marelui Domn, așezată pe un soclu, și un basorelief reprezentând Unirea Principatelor”. Proiectul era gândit pentru Parcul Municipal. Deși oferta fusese acceptată, din păcate, ea a rămas numai la această fază. Lipsa fondurilor, ca și schimbarea în noiembrie 1933 a primarului Christache Teodoru, au împiedicat transpunerea ei la o altă scară și în material definitiv.
Sculptorul Oscar Späthe a încetat din viață la 23 noiembrie 1944, la 69 de ani, într-un sat din județul Buzău unde se refugiase și el de bombardamentele care răvășeau Bucureștiul.

## Istorie insolită
În ziarul Rampa din 28 ianuarie 1929 a apărut un articol cu titlul Cu dl.Cincinat Pavelescu, despre el și despre alții, semnat de Romulus Dianu. În articol exista și următoarea relatare cu privire la sculptorul Oscar Späthe:

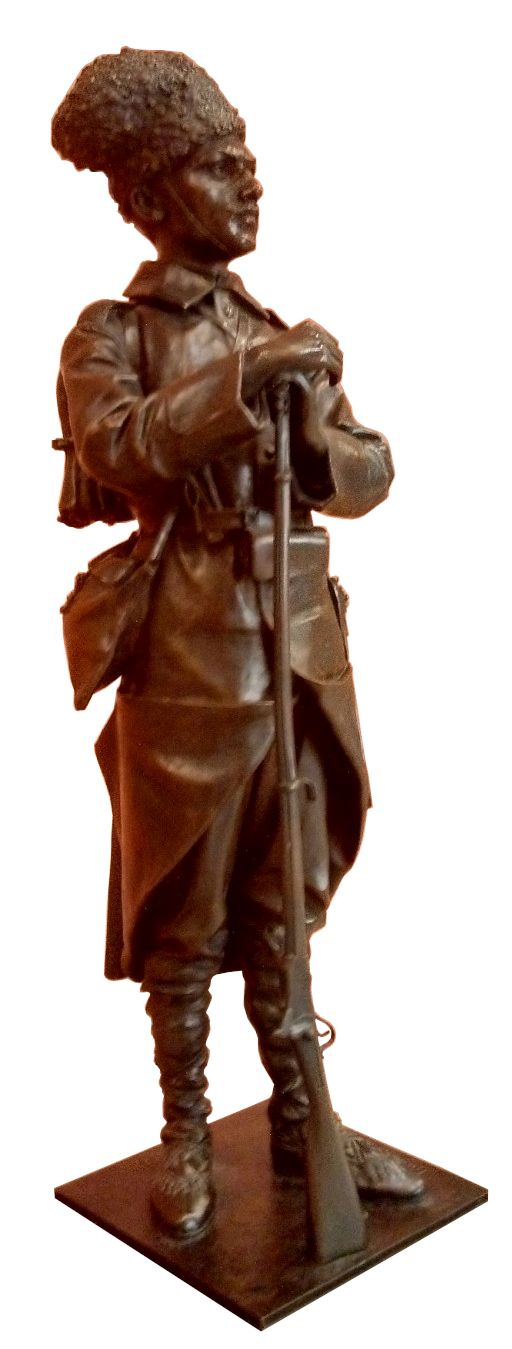
Dorobanț

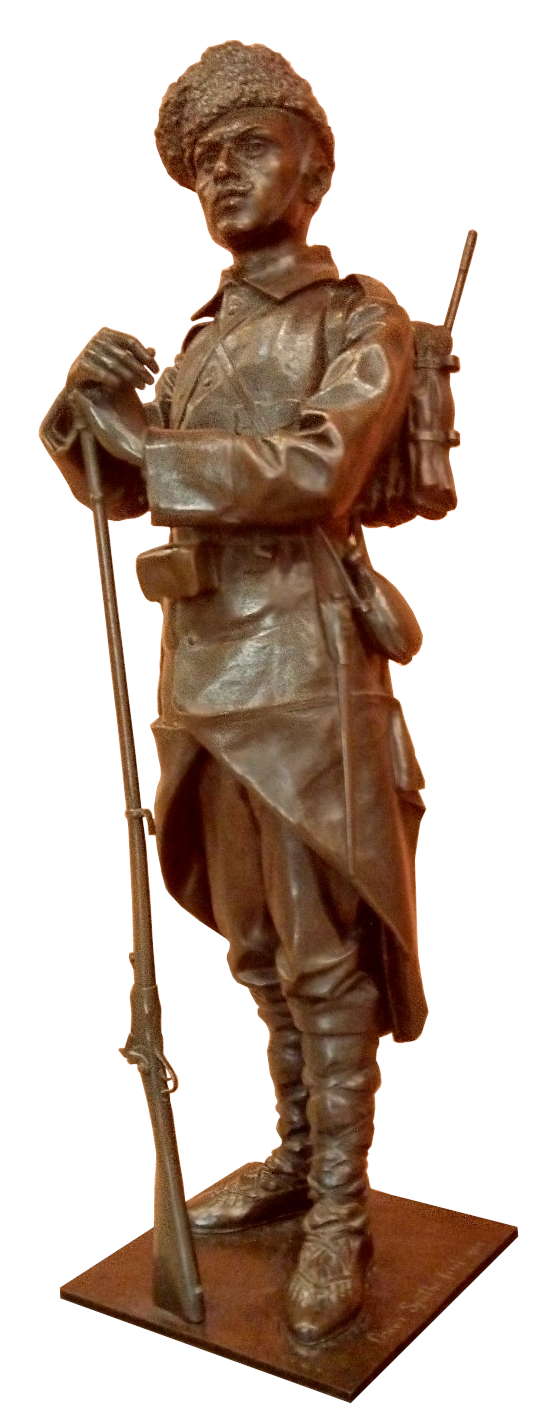
Dorobanț

Cei prezenți la solemnitatea inaugurării monumentului poetului Mihail Eminescu de pe moșia Dumbrăveni a prințului Leon Ghica au rămas neplăcut surprinși de figura acestuia cu obrajii ciupiți ca de vărsat. Excepția o făceau doar invitații gazdei care cunoșteau cum de se realizase o atare bizară fizionomie. Ce se întâmplase? Sculptorul Oscar Spaethe se bucura în pragul secolului al XIX-lea de faima unui bun portretist, căci se număra printre puținii care reușeau să redea satisfăcător trăsăturile personajului cunoscut de el numai cu ajutorul fotografiilor. Aureolat de acest prestigiu, prințul Leon Ghica i-a comandat în 1899 un bust al lui Mihail Eminescu, pentru un monument ce urma să fie inaugurat la moșia lui din Dumbrăveni, județul Botoșani, cu prilejul comemorării a 10 ani de la moartea poetului. Pentru orientarea în redarea fizionomiei autorului Luceafărului i-a trimis sculptorului câteva fotografii ale unor unchi ai poetului cu care acesta semăna foarte mult. Sculptorul a lucrat cu sârg la portret, fără a mai face alte investigații documentare personale, dat fiind termenul scurt pentru predarea la timp a sculpturii. Cu o zi înainte de inaugurare s-a deplasat cu bustul la Dumbrăveni, pentru a-l monta personal pe soclu. Cei câțiva invitați care veniseră cu el de la București să asiste la inaugurare și gazdele au constatat cu stupoare când lucrarea a fost scoasă din lada în care era ambalată, ca Eminescu era redat cu o frumoasă și bogată barbă. La masa de seară, Oscar Spaethe află de la comesenii săi de gafa sa. Îngrozit de spectrul unei mari batjocuri la care va fi expus cert în curând, i-a părăsit imediat și înarmat cu un ciocan și o daltă, de la fierăria conacului, la lumina unui felinar, a dat jos barba, dar cioplind grabnic și nervos câteodată, dalta a pătruns mai adânc decât trebuia marmura. Așa s-au pricopsit botoșănenii cu o statuie a lui Eminescu pe care o priveau cam chiorâș.

## Sculpturi

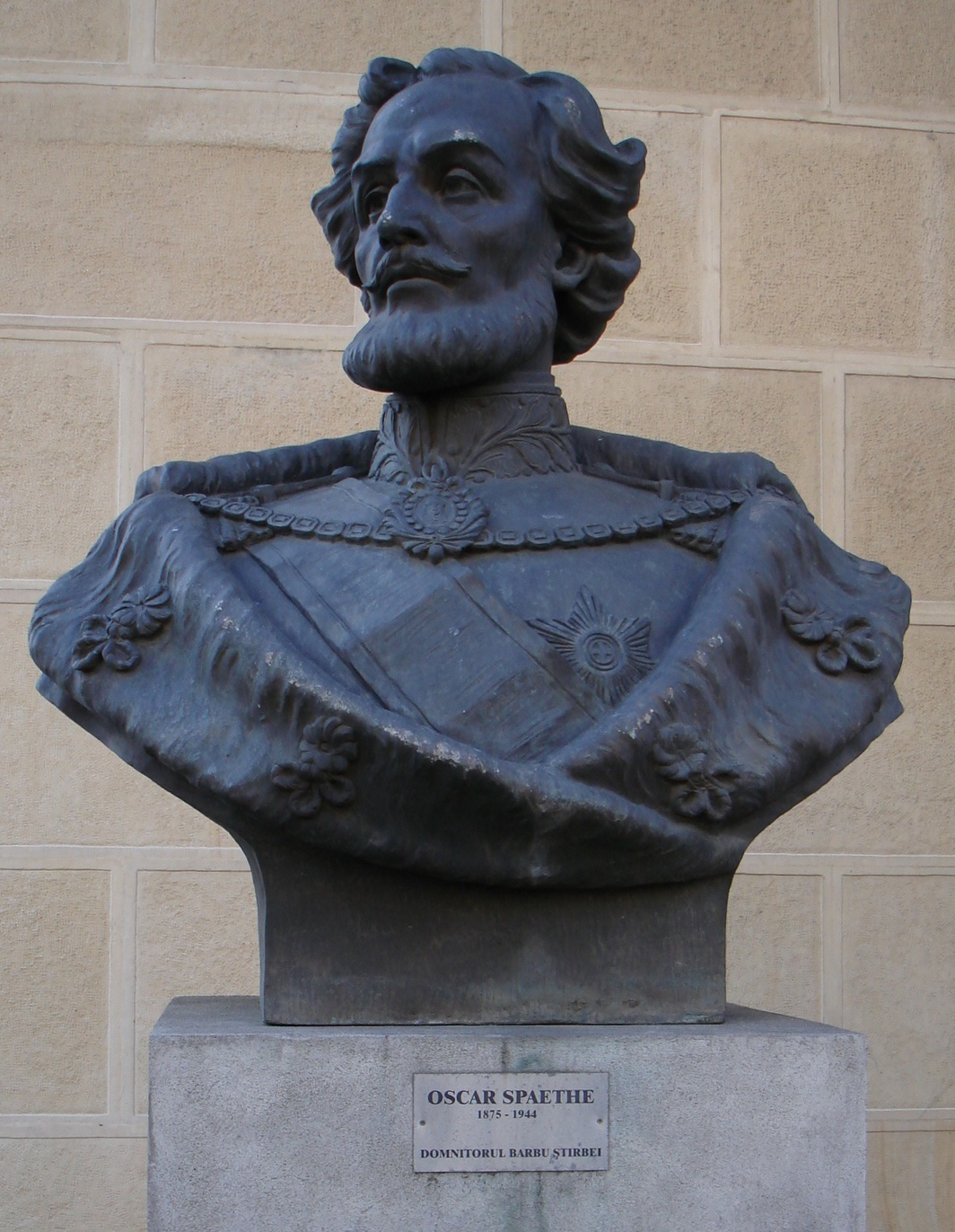
Bustul lui Barbu Știrbei
Se află în curtea Palatului Regal din București, care adăpostește, în prezent, Muzeul Național de Artă al României

- Bustul poetului I.S. Nenițescu de la Tulcea, dezvelit în aprilie 1911, în grădina Carmen Sylva din fața Prefecturii. În timpul războiului din anii 1916-1918, pe timpul ocupației bulgaro-germane, monumentul dispărut.[7]

- Statuia Regina Elisabeta a României, amplasată în curtea Castelului Peleș din Sinaia. Este realizată în bronz și o înfățișează pe regină șezând într-un fotoliu, lucrând la o dantelă și citind[8]. Statuia a fost dezvelită pe 26 septembrie 1933, după oficierea unui serviciu divin, și stropită cu agheasmă de patriarhul Miron Cristea[9].

- Statuia Independenței din Adjud, realizată în 1916[10]

- Bustul lui Ion Luca Caragiale, amplasat în Rotonda scriitorilor din Parcul Cișmigiu din București[11], realizat în 1943 din marmură de Rușchița[12]

- Bustul lui Alexandru Vlahuță din Râmnicu Sărat, lucrare dezvelită la 25 aprilie 1937[13]

- Bustul lui George Barițiu lucrare dezvelită la 13 octombrie 1912, în curtea școlii civile de fete a ASTREI[14]

- Bustul lui Alexandru D. Moruzi amplasat pe strada Domnească din Galați în preajma anului 1942. Din păcate, după 1948, bustul a fost distrus de comuniști[15]

- Statuia lui Constantin Mille ridicată în cimitirul Bellu din București[16]

- Basorelief în memoria generalului de brigadă Ion Rașcu în Cimitirul Nordic din Focșani, monument istoric cod LMI VN-IV-m-B-06604[17]

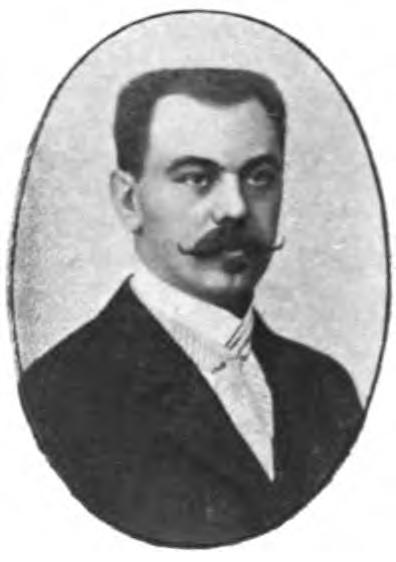
Bustul lui Nicolae Filipescu expus în Palatul Cercului Militar Național

- Bustul lui Nicolae Filipescu din Focșani, dezvelit în 1928[18]

- Bustul lui Nicolae Filipescu dezvelit în noiembrie 1932 în Palatul Cercului Militar Național ca un gest de recunoștință pentru fostul Ministru de Război Nicolae Filipescu, care contribuise la realizarea edificiului[19]

- Statueta "Ciobănaș cu fluier (bronz) de află pe pianul compozitorului George Enescu din Palatul Cantacuzino[20]

- Bustul generalului Eremia Grigorescu este amplasat în Piața Mărăști, în scuarul Clinicilor Noi din incinta Parcului Botanic din Timișoara[21][22]

- Bustul lui Mihai Eminescu de la Dumbrăveni, județul Suceava. A fost realizat de sculptorul Oscar Spaethe și dezvelit în parcul conacului prințului Leon Ghika în anul 1902. Bustul era instalat „pe un postament de piatră în patru cornuri”, pe care era fixată o placă de bronz care avea înscrise versurile „Ne-nțeles rămâne gândul / Ce-ți străbate cânturile / Zboară numai, îngânându-l, / Valurile, vânturile”, a fost luat de pe soclu și ocrotit în perioada interbelică în casa unui gospodar, dar, după ce a fost reașezat la locul lui, a dispărut în primii ani ai regimului comunist.[23][24]

- Monumentul Eroilor din Războiul de Independență din Craiova, ridicat în anul 1900, situat în curtea unei unități militare, fiind cunoscut și sub numele de „Monumentul dorobanțului”. Este compus dintr-un soclu de beton, de plan pătrat, în trei trepte, surmontat de un piedestal, pe care se sprijină statuia unui dorobanț în ținută de campanie[25]

- Crucea lui Mihai Viteazul. Se află în curtea Primăriei satului Crucea de Piatră, județul Giurgiu. Monument cod LMI GR-IV-m-A-15119[26]. Placa memorială explică istoria monumentului: Realizat de sculptorul Oscar Spaethe în 1913, distrus la cutremurul din 1977 și refăcut în anul 1993. “Originalul se păstrează în muzeul local”[27].

- Bustul-monument funerar al actorului Petre Liciu (1871-1912), în cimitirul Bellu, realizat în 1912. Monument cod LMI B-IV-m-B-20118.081[28]

- Pardoseala bisericii mari Mănăstirea Sinaia este din marmură (mozaic), realizată de Oscar Spaethe[29]

- Monumentul eroilor putneni din 1877 din Focșani[30], înscris în Lista monumentelor istorice 2004 cu codul LMI  VN-III-m-B-06572 sub denumirea de Placă comemorativă Societatea Studenților municipiul Focșani, Str. Bolliac Cezar 15, 1921[31]

- Bustul dr. Aristide Serfioti din Galați, monument istoric înscris în L.M. I. /2004 la pozitia 257, cu nr. de cod :  GL-III-m-B-03139[32]. Bustul din bronz este așezat pe un soclu de piatră artificială, înalt de peste 3 m, în curtea Spitalului  „Elena Doamna” (Municipal Nr. 1,strada Traian nr. 290), pe care doctorul Aristide Serfioti l-a administrat și condus mai mulți ani (pe atunci se numea Spitalul „Elena Doamna-Caritatea gălățeană”)[33].

- Statueta ecvestră a lui Carol I, turnată în bronz, ca „dar jubiliar al cavaleriei“[34].

- Monumentul lui Ion C. Brătianu din Galați a fost înălțat în 1926 în Piața „Sfinții Apostoli” (azi, cam pe lângă Liceul de Marină). Statuia, înaltă de 3,5 m, a fost turnată la Fabrica „V. V. Râșcanu” din București. În timpul celui de-al Doilea Război Mondial, statuia turnată în bronz a fost avariată, iar în 1947 regimul comunist venit la putere a dat-o jos de pe soclu. A fost adăpostită un timp în grajdul Primăriei, iar mai apoi în curtea Muzeului de Artă Vizuală. În 1992, Primăria Municipiului Galați a luat inițiativa reinstalării statuii în piața de pe Faleză.[35]

- Bustul lui Alexandru Locușteanu (1848-1922), dezvelit în 1924 în curtea Universității de Științe Agronomice și Medicină Veterinară din București.

- Statuia doctorului Constantin I. Istrati, lucrare în bronz pe soclu de piatră, pe care este montat un basorelief, inaugurată la 4 noiembrie 1928 în Parcul Carol I din București.[36]